# Терсинка (минеральная вода)

«Терсинка» — природная гидрокарбонатная кальциево-натриевая минеральная вода с минерализацией 4,7 г/л, широко известная в Южной Сибири и добываемая в долине реки Верхняя Терсь возле села Макариха в Кемеровской области на границе с государственным природным заповедником «Кузнецкий Алатау».

## История открытия Терсинского месторождения минеральных вод
История Терсинского источника лечебной воды начинается с разведки Макарьевского месторождения каменного угля Тутуясской Геологоразведовательной партией (ГРП), входившей в крупнейший трест региона «Кузбассуглегеология», в периоде с 12.04.1955 по 01.06.1959 гг. С 1957 г. после случайного обнаружения подземных вод и проверки их на минерализацию в Томском НИИ курортологии и физиотерапии начинается непосредственная разведка самого Терсинского месторождения минеральных вод, которая была полностью завершена в 1968 г. после окончания бурения последних эксплуатационных скважин. В 1959 г. была пробурена первая наблюдательная скважина, через которую вода стала систематически поступать на поверхность, первую же эксплуатационную скважину № 1011 пробурили в 1964 г., по этой причине 1964 г. и считается годом официального открытия «Терсинки».
Месторождение было официально открыто для посещений в 1967 году в 75 километрах от Новокузнецка в долине реки Верхняя Терсь — на территории, вошедшей позднее в Терсинское сельское поселение. В районе месторождения были пробурены четыре скважины глубиной 345 метров — одна эксплуатационная и три наблюдательные. Хоть в разведке и открытии месторождения принимали участие многие геологи и гидрогеологи, как, например, Г. П. Торбоков, почетного звания «Первооткрыватель месторождения» удостоились по итогу только В. И. Черепанов и Н. И. Гнетнев в 1975 г.
В 1971 году начинается новая эпоха для «Терсинки», навсегда закрепившей за собой статус важнейшего месторождения минеральных вод в регионе: Терсинское месторождение минеральных вод с прилегающими территориями было внесено в перечень курортов республиканского значения под названием «Курорт Терсинка, Кемеровская область». В 1974 г. минеральную воду «Терсинка» уже массово подавали в Прокопьевском санатории и даже проводили исследования по благотворному влиянию этого благородного напитка на улучшение состояния больных хроническим гастритом. Однако, не был сделан самый главный шаг в развитии «Терсинки», который смог бы защитить её от всех посягательств в будущем: вопреки здравому смыслу, строительство бальнеологического курорта и санатория «Терсинка», предусмотренное по плану в 1979 г., так и не было начато, произошло это во многом из-за задержек всех строек в регионе и неполного освоения бюджетных средств. В 1980-х гг. минеральная вода «Терсинка» начинает разливаться Западно-Сибирским пищекомбинатом. «Терсинка» быстро приобретает популярность на региональном уровне и становится достаточно известным и любимым напитком многих жителей Кузбасса.

## Период стагнации источника
В период 1990-х гг. Терсинское месторождение минеральных вод переживало свой упадок: частая смена владельцев, огораживание территорий, халатное отношение к источникам минеральных вод, общее нарушение торговых и промышленных связей привели к тому, что достать «Терсинку» не всегда удавалось даже местным жителям близлежащих сел, что уж говорить про санатории и заведения общественного питания. О частой смене владельцев и халатности может свидетельствовать факт отсутствия проведения бальнеологических проверок в Томском или любом другом НИИ с последующими заключениями, которые появляются только в 1998 г. Товарный знак «Терсинка» впервые был официально зарегистрирован новым правообладателем ООО «Аква-Маркет» только 29 июля 2003 г.
28 сентября 2009 г. Ивановым В. А. ООО «Терсинка» зарегистрирована в едином государственном реестре юридических лиц с официальной деятельностью «производство упакованных питьевых вод, включая минеральные воды», на протяжении 10 лет «Терсинка» будет поступать на полки магазинов Кузбасса именно этой компанией.
Вода была внесена в ГОСТ Р 54316-2011 «Воды минеральные питьевые лечебные и лечебно-столовые» как самостоятельный тип «Терсинский» — лечебно-столовая гидрокарбонатная кальциево-натриевая углекислая. Балансовые запасы месторождения утверждены по действующей скважине № 1011 в расчёте на 10-летний срок эксплуатации в количестве 90 м3 в сутки.
В 2013 году лицензия на эксплуатацию месторождения сроком на 25 лет была выдана предприятию ООО «МВМ», которое было официально зарегистрировано в едином государственном реестре юридических лиц 10 июля 2013 г. и также принадлежало Иванову В. А.
В феврале 2016 года отдел геологии и лицензирования Департамента по недропользованию по Сибирскому федеральному округу провёл аукционы на право разработки угольных участков, включая участок Макарьевский Северный Макарьевского угольного месторождения с запасами в 306,8 млн т, в 2,6 км к югу от которого находится горный отвод разрабатываемого Терсинского месторождения минеральных вод. Директор ООО «МВМ» В. А. Иванов выразил опасения, что разработка угольного месторождения приведет к изменению гидрологического баланса в окружающей среде и нанесёт непоправимый урон Терсинскому месторождению. Компания «МВМ» стала оказывать противодействие деятельности компании ООО «Новомакт», которая, по словам Иванова, с целью угледобычи прокладывала дорогу через лесной участок, не имея на то оснований.
В 2019 году Департамент по недропользованию по Сибирскому федеральному округу издал приказ о досрочном отзыве лицензии у компании-эксплуатанта Терсинского месторождения, мотивируя своё решение тем фактом, что «ООО „МВМ“ осуществляет бескрановую эксплуатацию ТММВ, в результате которой осуществляется бесконтрольный сброс минеральной воды на земли лесного фонда и в р. Верхняя Терсь, причиняя существенный вред объектам окружающей среды в отсутствие соответствующих разрешений». В ответ на эти действия департамента директор ООО «МВМ» В. А. Иванов подал в Новосибирский арбитраж заявление на признание незаконным приказа об отзыве лицензии, предоставив протокол Госкомиссии по запасам полезных ископаемых (ГКЗ Роснедра) от декабря 2011 года, в экспертном заключении которого, в частности, было признано нецелесообразным применение «кранового режима эксплуатации скважины», при котором месторождение функционировать не сможет.

## Современный этап
В 2022 г. началась новая глава истории «Терсинки». ООО «МВМ» и ООО «Терсинка» 2 сентября 2022 г. потеряли право на владение товарным знаком «Терсинка» и были ликвидированы 29 сентября 2022 г., был объявлен аукцион, в котором победу одержала НПК «Система». Было сделано множество значительных улучшений в работу самого источника, чтобы вдохнуть вторую жизнь в «Терсинку» была проведена дополнительная геологическая разведка участка, установлено современное итальянское оборудование, 6 марта 2023 г. оборудован и официально открыт новый цех по розливу «Терсинки» в поселке Осиновое Плёсо, вновь проведена бальнеологическая экспертиза. Теперь добыча на Терсинском месторождении производится по современной «крановой» технологии, которая позволяет избежать потерь при подъёме воды на поверхность с глубины 345 метров (при использовании прежнего «газлифта» потери доходили до 90 %). Бальнеологическая экспертиза 29 декабря 2022 г. выдала заключение, что «Терсинка» по минерализации, ионно-солевому составу и содержанию микроэлементов полностью соответствует всем санитарно-эпидемиологическим требованиям к качеству воды. С конца апреля 2023 г. «Терсинка» вновь представлена на полках магазинов по всему Кузбассу.
8 июня 2023 г. комиссией по подведению итогов конкурса «Лучший экспонат» им. В. В. Некрасова Международной специализированной выставки «УГОЛЬ РОССИИ И МАЙНИНГ-2023» АО "НПК «СИСТЕМА» (г. Москва) было награждено дипломом и серебряной медалью «за добычу и розлив минеральной воды „ТЕРСИНКА“» К настоящему моменту минеральную воду «Терсинка» в качестве экспоната на выставках можно встретить на всех масштабных праздниках и мероприятиях, например, на Дне Шахтера и Дне Металлурга.

## Состав
Химический состав:
- HCO3 2700—3900 мг/дм3 — гидрокарбонат ион (основной анион)
- Cl 50—150 мг/дм3 — концентрация в воде хлорид-ионов
- Ca 220—300 мг/дм3 — ионы кальция
- Mg <100 мг/дм3 — ионы магния
- Na+K 500—1000 мг/дм3 — ионы натрия и калия
- Fe 10—15 мг/дм3 — железо общее (при кондиции — 10 мг/дм3)
- CO2 1000—2200 мг/дм3 — двуокись углерода (min 500 мг/дм3)
- H2SiO3 70—100 мг/дм3 — кислота метакремниевая (min 50 мг/дм3)
- 4,7 г/дм3 — минерализация воды
- Реакция водной среды − 6,87 pH

## Рекомендации
Минеральная вода помогает при лечении и профилактике многих болезней:
- хронических гастритов;
- язвенной болезни желудка и двенадцатиперстной кишки в стадии ремиссии;
- хронических колитах и энтероколитах;
- хронических заболеваниях печени и желчевыводящих путей;
- болезней обмена веществ, сахарном диабете, ожирении;
- хронических заболеваний мочевыводящих путей;
- железодефицитной анемии;
- заболеваний сердечно-сосудистой системы.